# Fritz August Breuhaus
Fritz August Breuhaus (1883 – 1960), est un architecte, ensemblier et designer allemand qui prit le nom de Fritz August Breuhaus de Groot à partir de 1929.

## Biographie
Entre 1901 et 1905, Breuhaus étudie un peu de temps à l'école des métiers du bâtiment de Barmen-Elberfeld, à l'Université de technologie de Darmstadt, l'Université de Stuttgart, où il rejoint le Corps Stauffia (de) Stuttgart, et l'école des arts appliqués de Düsseldorf (de).
En 1925, il construit la Villa Koch à Darmstadt pour l'éditeur Alexander Koch.
En 1930, à Berlin, il fonde Contempora, une école privée orientée par les arts de la mode. Otto Arpke devient l'un de ses assistants.
Brauhaus conçoit la décoration intérieure du  LZ 129 Hindenburg (1935).